# آیزاک اسلید
آیزاک اِسلِید (انگلیسی: Isaac Slade؛ زادهٔ ۲۹ مهٔ ۱۹۸۱) موسیقی‌دان و نوازندهٔ پیانو اهل ایالات متحده آمریکا است که از سال ۲۰۰۲ میلادی تاکنون مشغول فعالیت بوده‌است. اسلید به‌عنوان بنیان‌گذار و خوانندهٔ اصلی گروه پاپ راک د فری شناخته می‌شود.